# Guillaume Bortolaso
Guillaume Bortolaso, nascut el 21 de març de 1981 a Agen (Lot-et-Garonne), és un jugador de rugbi a 15 francès que evoluciona al lloc de tercera línia centre al si de l'efectiu dels USOS Montauban (1,96 m per a 110 kg).